# L'illa Diagonal

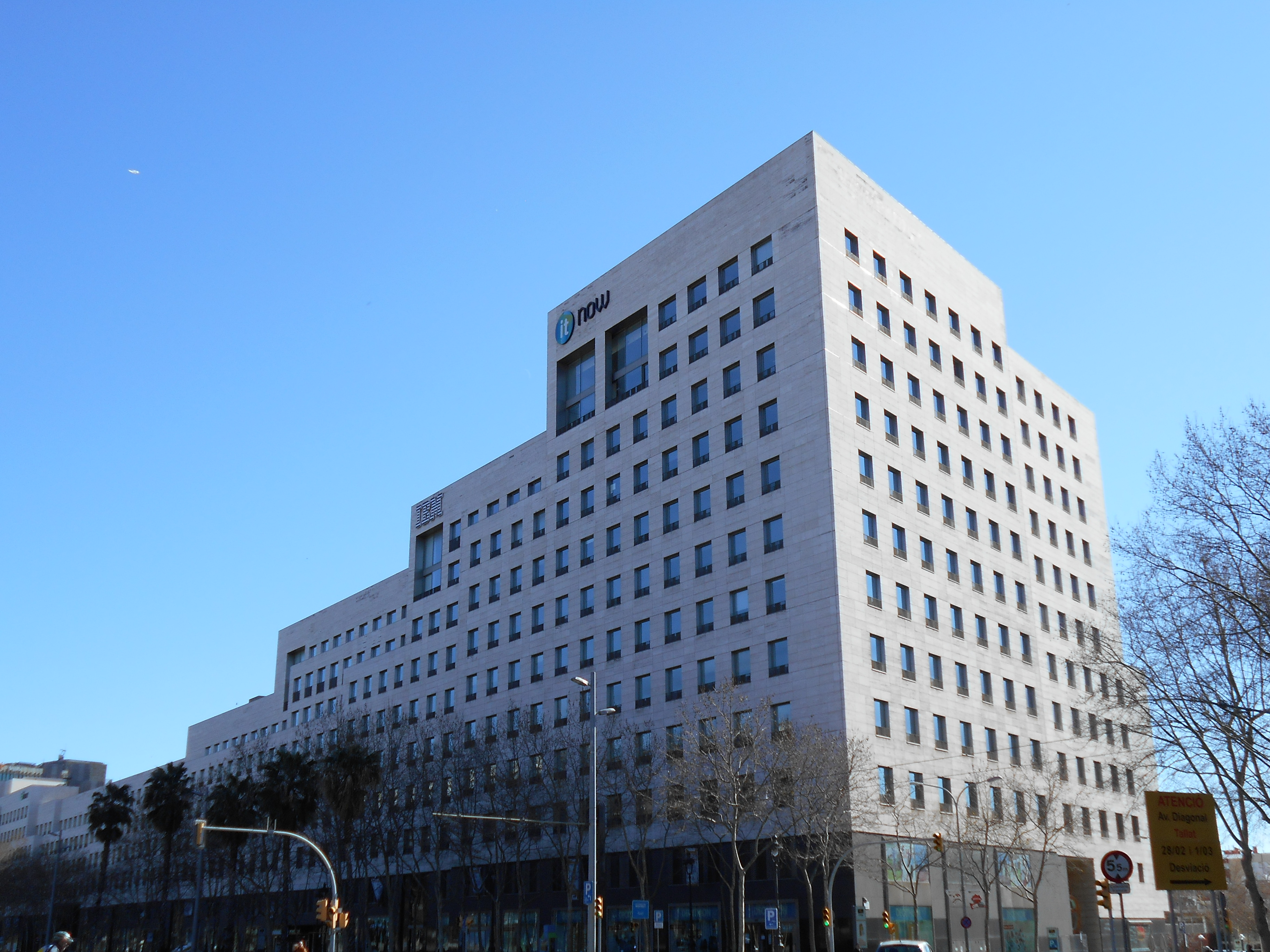
L'illa Diagonal.

L’illa Diagonal es un centro comercial y de oficinas ubicado en la avenida Diagonal de Barcelona (España), entre los distritos de Les Corts y Sarriá-San Gervasio. 
El complejo L’illa Diagonal se inauguró el 2 de diciembre de 1993. Se trata de un proyecto arquitectónico que fue llevado a cabo por los arquitectos Rafael Moneo y Manuel de Solà-Morales, por encargo de los promotores Grupo Sanahuja y Grupo Winterthur (actualmente, AXA Seguros), consiguiendo varios premios profesionales como el Premio FAD de arquitectura de 1994.
L’illa Diagonal dispone de una superficie destinada al centro comercial de 35 000 m², dispuestos en tres plantas: planta cero (que conecta con la avenida Diagonal), una planta superior y una subterránea que conecta el barrio de Les Corts y el de Sarriá-San Gervasio, por debajo de la avenida Diagonal. La oferta comercial ofrece desde marcas nacionales a internacionales de moda; belleza y perfumería; joyería y complementos; decoración del hogar; restauración y alimentación; y grandes superficies, igual que un singular mercado de productos frescos, delicatessen y degustación (El Rebost de L’illa). 
L’illa Diagonal fue el primer gran centro comercial y de negocios urbano de la ciudad, apodado en sus inicios como la supermanzana.

## Historia
Situada en la zona alta de la avenida Diagonal, L’illa Diagonal formó parte de un plan de urbanización de la ciudad de Barcelona en el que se pretendía crear un nuevo distrito central. Bajo un concepto de ciudad innovadora, el complejo de L’illa Diagonal destaca como un edificio referente del downtown barcelonés. 
A inicios de los años sesenta (1960), la zona alta de la avenida Diagonal se comenzó a perfilar como un centro de negocios, deportivo y universitario. Entidades financieras, cadenas hoteleras y grandes compañías empezaron a posicionarse en esta zona de Barcelona. El empresario catalán Román Sanahuja Bosch (Grupo Sanahuja), consiguió hacerse con el terreno y, después de recibir varias ofertas, colaboró con la aseguradora suiza Winterthur para arrancar el proyecto. En 1986, se convocó a un grupo de arquitectos de prestigio internacional, entre los cuales se contó con la presencia de dos españoles, Manuel de Solà-Morales y Rafael Moneo, finalmente fueron ellos quienes se encargaron del proyecto. 
El 2 de diciembre de 1993, aún con resaca de los Juegos Olímpicos de Barcelona 92, se inauguró oficialmente el complejo. Entre la media docena de centros comerciales que se abrieron en Barcelona en la década de los noventa, el complejo de L’illa Diagonal fue el primero, convirtiéndose en un referente en la concepción de este tipo de espacios. 
A finales de noviembre de 2006, el centro comercial L'illa Diagonal amplió su superficie en 4000 m², abriendo 17 nuevas tiendas y añadiendo un hotel de 308 habitaciones. Además, gracias a esta última ampliación, se dio acceso a una entrada peatonal al recinto desde la calle Deu i Mata. 
En catalán, una illa (isla) no solo es una porción de tierra rodeada de agua, sino que es uno de los conjuntos de edificios regulares que conforman el entramado modernista conocido como Plan Cerdá. Aunque los 56 000 m² de la superficie original de L’illa Diagonal eran muchos más que los de una isla de edificios del Ensanche, éste fue el concepto del que se partió para idear su construcción.

## Arquitectura
El equipo formado por Manuel de Solà-Morales y Rafael Moneo presentó una solución que, ellos mismos describieron como “El rascacielos tumbado”, una opción que rápidamente fue bien acogida por los barceloneses. 
En términos arquitectónicos y urbanísticos, se proyectó un edificio de planta longitudinal paralelo a la avenida Diagonal, detrás del cual se encontrase un parque que acogiese un hotel, un centro de convenciones y unas escuelas. 
La multiplicidad de usos —oficinas, hotel, centro comercial, aparcamiento, escuelas, polideportivo, sala de fiestas— estuvieron muy presentes en la conceptualización del proyecto desde sus inicios. El paso construido debajo de la avenida Diagonal, que conecta los distritos de Les Corts y Sarriá-San Gervasio, ha contribuido en que este complejo se convirtiera en un punto de encuentro de fácil acceso. 

## Ficha técnica
| Descripción                   | Datos     |
| ----------------------------- | --------- |
| Superficie Comercial          | 35 000 m² |
| Número de locales comerciales | 170       |
| Superficie de oficinas        | 48 000 m² |
| Longitud de la fachada        | 334 m     |
| Zona verde                    | 13 500 m² |
| Plazas de aparcamiento        | 2400      |